# Gerald Volkmer

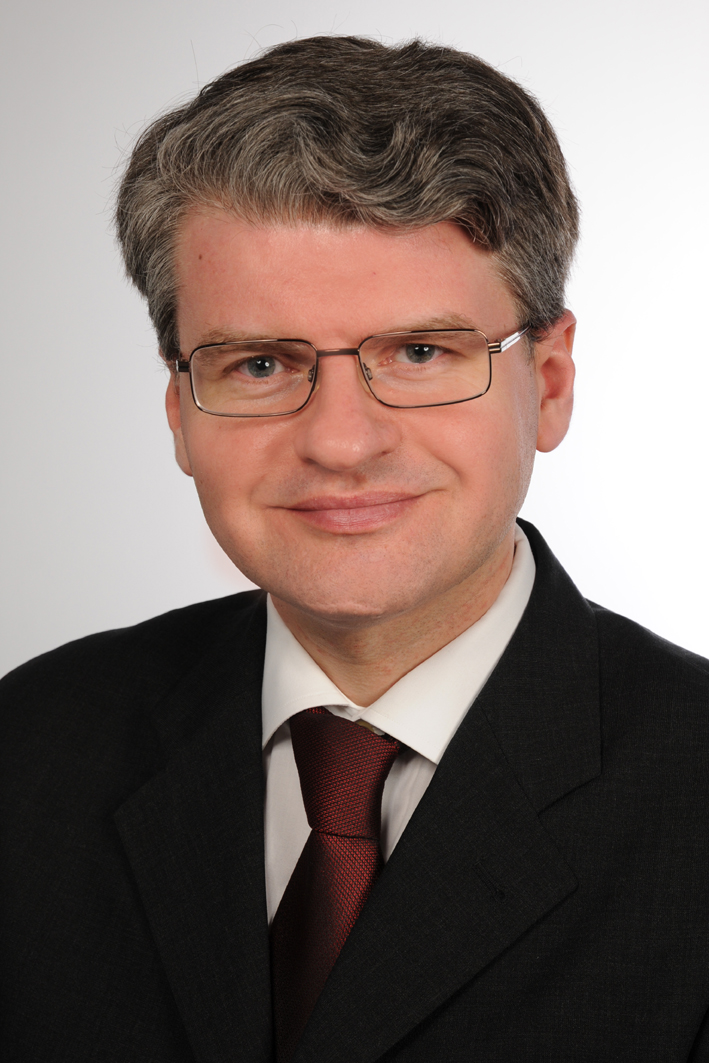
Gerald Volkmer (2013)

Gerald Volkmer (* 31. August 1974 in Kronstadt) ist ein deutscher Historiker und Rechtswissenschaftler.

## Leben
Volkmer studierte Rechtswissenschaft, Mittlere und Neuere sowie Osteuropäische Geschichte an den Universitäten Mainz und Frankfurt am Main. 2004 wurde er bei Winfried Baumgart im Fach Geschichtswissenschaft an der Johannes Gutenberg-Universität Mainz zum Dr. phil. promoviert.  Es folgte 2012 die Promotion zum Dr. jur. bei Michael Stolleis im Fach Rechtswissenschaft an der Johann Wolfgang Goethe-Universität Frankfurt am Main.
Von 2005 bis 2007 war Volkmer Assistent der Geschäftsführung des Siebenbürgen-Instituts an der Universität Heidelberg und 2007 bis 2009 dessen wissenschaftlicher Leiter. 2004–2008 wirkte er als Lehrbeauftragter am Seminar für Osteuropäische Geschichte der Universität Heidelberg. Von 2009 bis 2011 war er als wissenschaftlicher Mitarbeiter am Institut für deutsche Kultur und Geschichte Südosteuropas an der Ludwig-Maximilians-Universität München tätig sowie von 2011 bis 2013 als dessen stellvertretender Direktor. 2013 wechselte Volkmer ans Bundesinstitut für Kultur und Geschichte der Deutschen im östlichen Europa an der Universität Oldenburg. Dort ist er stellvertretender Direktor und Koordinator der Politikberatung.
Volkmers wissenschaftliche Schwerpunkte liegen auf der Neueren und Neusten Geschichte der internationalen und transnationalen Beziehungen in Ostmittel- und Südosteuropa, der Geschichte Rumäniens, Ungarns und der Habsburgermonarchie sowie der Rechts- und Wirtschaftsgeschichte Ostmittel- und Südosteuropas.
Er ist Mitglied mehrerer wissenschaftlicher Gesellschaften und Fachverbände, u. a. Mitglied des geschäftsführenden Vorstands des Arbeitskreises für Siebenbürgische Landeskunde e. V. (Heidelberg), Beirat der Stiftung Siebenbürgische Bibliothek (Gundelsheim/Neckar), Mitglied der Kommission für Geschichte und Kultur der Deutschen in Südosteuropa (Tübingen) und Mitglied der Südosteuropa-Gesellschaft e. V. (München).

## Auszeichnungen
- 1995: Ernst-Habermann-Preis
- 2018: Siebenbürgisch-Sächsischer Jugendpreis

## Schriften (Auswahl)
- Die Siebenbürgische Frage 1878–1900. Der Einfluss der rumänischen Nationalbewegung auf die diplomatischen Beziehungen zwischen Österreich-Ungarn und Rumänien (Transylvanica. Band 31). Böhlau, Köln u. a. 2004, ISBN 3-412-04704-X.
- Hrsg. mit Edda Binder-Iijima und Heinz-Dietrich Löwe: Die Hohenzollern in Rumänien 1866–1947. Eine monarchische Herrschaftsordnung im europäischen Kontext (Transylvanica. Band 41). Böhlau, Köln u. a. 2010, ISBN 978-3-412-20540-9.
- Hrsg. mit Rudolf Gräf: Zwischen Tauwettersozialismus und Neostalinismus. Deutsche und andere Minderheiten in Ostmittel- und Südosteuropa 1953–1964 (Veröffentlichungen des Instituts für deutsche Kultur und Geschichte Südosteuropas an der Ludwig-Maximilians-Universität München, Wissenschaftliche Reihe, Geschichte und Zeitgeschichte. Band 119) (). IKGS, München 2011, ISBN 978-3-9811694-7-8.
- Siebenbürgen zwischen Habsburgermonarchie und Osmanischem Reich. Völkerrechtliche Stellung und Völkerrechtspraxis eines ostmitteleuropäischen Fürstentums 1541–1699 (Schriften des Bundesinstituts für Kultur und Geschichte der Deutschen im östlichen Europa. Band 56). De Gruyter Oldenbourg, München 2015, ISBN 978-3-11-034399-1.
- Hrsg. mit Jürgen Lehmann: Rumäniendeutsche Erinnerungskulturen. Formen und Funktionen des Vergangenheitsbezuges in der rumäniendeutschen Historiografie und Literatur (Veröffentlichungen des Instituts für deutsche Kultur und Geschichte Südosteuropas an der Ludwig-Maximilians-Universität München. Band 133). Pustet, Regensburg 2016, ISBN 978-3-7917-2784-4.